# レイジータウン
『レイジータウン』（英: LazyTown）は、レイジータウン・エンターテインメントが製作している、アイスランドの子供向け番組である。アイスランド、アメリカ、イギリスの俳優・スタッフにより製作されている。オリジナル版は英語だが、現在までに12の言語に訳され、100ヵ国以上で放映されている。数々の受賞・ノミネート歴があり、エミー賞や英国アカデミー賞などにもノミネートされている。

## 概要と沿革
アイスランドでは16%の子供が肥満状態にあるなど、非常に肥満率が高いことを憂いたマグナス・シェヴィング(アイスランドのエアロビック競技のチャンピオンであり、作中でもスポータカスを演じる)が、子供向けのエクササイズの普及や食生活の改善提案をテレビを通じて行うことで、健康な生活を送ってもらうことを目的に製作したのが、このレイジータウンである。なお、マグナス・シェヴィングはレイジータウン・エンターテインメントのCEOも務める。番組はミュージカルの要素が強く、ところどころにダンスをするシーンがある。レイジータウン放映後、アイスランドでの野菜や果物の消費量は12%増え、ソフトドリンクの消費量は16%減少したという。
1996年にアイスランドで製作されたÁfram Latibær(レイジータウンに行こう)という番組がレイジータウンの元になっている。この番組の成功後、続編としてGlanni Glæpur í Latabær(ロビー・ロッテンとレイジータウン)が製作された。このバージョンで初めて悪役としてロビー・ロッテンが登場し、後のテレビシリーズではパペット人形が演じている役を実際の俳優が演じている(鳥を除く)。また、後のテレビシリーズには出現しないキャラクターが存在していた。また、スポータカスやズィギーのような特徴を持ったキャラクターが出現し、のちのシリーズに受け継がれている。
2004年にアイスランドのテレビ局Ríkisútvarpið(RUV)で放送が始まり、現在まで2シリーズ、52話が作成されている。イギリスではBBC One、アメリカではNick Jr.(ニコロデオン)で放映されている。その他の国々ではケーブルテレビや衛星放送でニコロデオンかディスカバリー・キッズのチャンネルを通じて放映されていることが多い。2008年からイギリスでは番外編としてレイジータウン・エクストラが製作されている。

## あらすじ
なまけ者の街、レイジータウンにやってきたステファニー。ステファニーは友人のズィギー、トリクシー、スティンジー、ピクセルを外で遊ぶように誘うが、彼らは部屋でテレビゲームをしてばかりいる。彼女のおじのミルフォード市長は自称”平均よりちょっぴり上のヒーロー”、スポータカスに協力を頼んだ。スポータカスは子供達を外で遊ばせたり、ときどき起きるささいな緊急事態を解決したりする。しかし、なまけ者ばかりだった街が大好きなロビー・ロッテンはおもしろくない。そこでロッテンは、さまざまな計画を立ててスポータカスを街から追い出そうとするが…

## 撮影
実写の俳優と人形の演技、CGアニメーションの合成で番組が構成されている。この中で人間が演じるキャラクターはステファニー、スポータカス、ロビー・ロッテンの3人のみであったが、英語版のエピソード32には、4人目の実写キャラクターであるロッテネラ(マウリエロの二役)が登場した。番組で使用される人形はニール・スキャンラン・スタジオとウィット・パペッツによって制作されている。番組の撮影は、ヨーロッパで最も高度なHDTV設備を保有している、アイスランド・ガルザバイルのスタジオで制作されている。1話あたりの費用は約100万ドルと非常に高額で、同様の番組の5倍程度かかっている。

## ライヴショー
レイジータウンのステージショーはイギリスの劇場プロダクション会社であるフィエリー・エンジェルとMCMライムライトによって演出が行われている。2007年から2008年にかけてイギリスとアイルランドでライヴツアーが行われた。テレビ放送とは別の役者が演じている。また、放送ではパペットによって演じられている役も、人間の役者が演じている。

## 登場人物

### 人間が演じるキャラクター

#### スポータカス (Sportacus)
(演: マグナス・シェヴィング、英語: Magnús Scheving）
北海の島(アイスランドを指す)から来たスーパー・ヘルシー・ヒーロー。レイジータウンの人々が幸せになることを願っており、そのためには適度な運動と健康が必要だと考えている。レイジータウンの子供達に部屋の中でジャンクフードを食べ、テレビゲームをするかわりに、「スポーツ・キャンディー」(彼独自の用語で、果物と野菜)を食べるように、また、外で遊ぶように勧めている。身につけている水晶は、誰かが助けを求めると音が鳴るようになっている。性格は我慢強く、思いやりがある。彼自身は自分のことをスーパー・ヒーローだとは思っておらず、”平均よりちょっぴり上のヒーロー”だと考えている。

#### ステファニー (Stephanie)
(演: ジュリアンナ・ローズ・マウリエロ、英語: Julianna Rose Mauriello)
レイジータウンにおじの市長を訪ねる為にやってきた少女。外で体を動かして遊んだり、ダンスをするのが大好きで、将来は有名なダンス学校に通いたいと思っている。レイジータウンの友達と一緒に外で遊ぶが、ロビー・ロッテンに邪魔されることもしばしば。ピンクが大好きで、髪の毛や服、靴、小物まで全てピンクで統一されている。

#### ロビー・ロッテン (Robbie Rotten)
(演: ステファン・カール・ステファンソン、英語: Stefán Karl Stefánsson)
街外れの地下にある穴の中に住み、常に子供達を潜望鏡で監視し、ジャンクフードを食べさせようとしている。レイジータウンをスポータカスが来る前の静かでレイジー(怠惰)な街にしたいと考えており、そのためにいつもスポータカスを街から追い出そうと画策している。そのためにいろいろな作戦を立案し、時々成功しそうになることもあるが、最終的にはステファニーや彼女の友達、スポータカスらの活躍によって失敗に終わる。ロビー・ロッテンがスポータカスを追い出そうとする努力は凄まじいものがあり、皮肉にも彼がレイジータウンで一番活動的な人間になってしまっている。魔法を使い、自分の姿を消したり、テレポーテーションをすることが出来る。変装のバリエーションはサンタクロースや宇宙人、果てはニンジン・バナナなど、非常に豊富である。彼はまた、インターネット・ミームとなった「ウィー・アー・ナンバー・ワン (We are Number One)」の歌を歌った。

### 人形のキャラクター

#### ズィギー (Ziggy)
キャンディーなどの甘いものが大好きな男の子。ステファニーがやって来てからスポーツが大好きになったが、甘いもの好きは変わることは無く、いまもよくロリポップキャンディを口にくわえている。

#### スティンジー (Stingy)
スティンジーは英語で「ケチ」の意味を持ち、彼もまたケチで所有欲が強い。友達を家来のように思っていて、将来の夢は王様になること。ブタの貯金箱と車を非常に大事にしている。"It's mine!"が口癖で、テーマソングの題名も"It's mine"になっている。ハーモニカとリコーダーを吹くことができる。

#### トリキシー (Trixie)
友達と遊ぶことが大好きだが、街のトラブルメーカーである。ステファニーのことを「ピンキー」と呼ぶ。市長のポスターにヒゲを書くのが大好き。

#### ピクセル (Pixel)
コンピューターで遊んだり、いろいろな発明をするのが大好き。靴ひも結び装置などいろいろなものを発明している。

#### ミルフォード・ミーンズウェル市長 (Mayor Milford Meanswell)
とても神経質。姪のステファニーを溺愛しており、彼女の気持ちが落ち込んでいるのを感じると、スポータカスに助けを求める。口癖は"Oh, my!"(うわっ！)。コンピュータ用語に弱く、「B-Mail」を送ろうとしたりする。

#### ベッシー・ビジーボディ (Bessie Busybody)
とてもおせっかいでゴシップ好きなおばさん。最新のファッションやトレンドを取り入れようと心がけている。携帯電話で話すのが大好き。

## 商品
番組DVD・ビデオ、サウンドトラック、書籍がアメリカ・イギリスを中心として世界中で発売されている。
特に必ず番組の最後に流れる"Bing Bang"は2006年11月にシングルとしてイギリスで発売され、12月10日のUKシングルチャートでは4位にランクインした。